# Positionswinkel

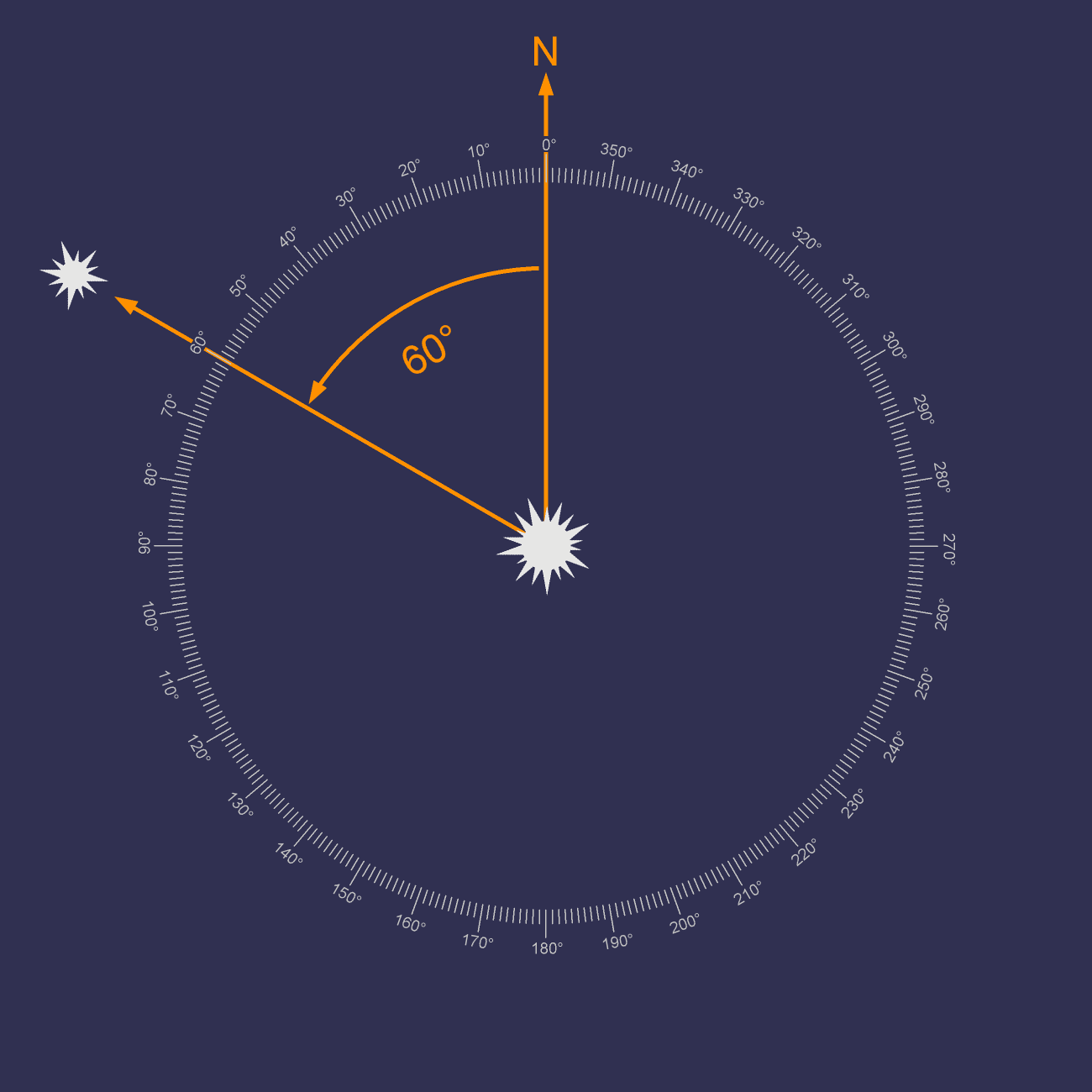
Der Positionswinkel ist eine Richtungsangabe am Himmel, bezogen auf die Richtung zum Himmelsnordpol. Der dargestellte Positionswinkel weist von der Kreismitte aus ungefähr nach Nordost bei Ost.

Unter Positionswinkel verstehen die Astronomen eine Richtungsangabe im äquatorialen Koordinatensystem (Rektaszension und Deklination), die sich auf die Richtung zum Nordpol des Himmels bezieht.

## Definition
Der Positionswinkel eines Objektes 1 (kleines Objekt in der Abb.), bezogen auf Objekt 2 (großes Objekt in der Abb.), ist der Winkel, den die Linie von Objekt 2 zum Objekt 1 einschließt mit der Linie von Objekt 2 zum Himmelsnordpol.
Die genannten Verbindungslinien sind stets Großkreisabschnitte auf der Himmelskugel. Es ist jeweils der kürzere der beiden möglichen zum Zielpunkt führenden Großkreisabschnitte zu betrachten.
Der Positionswinkel wird gezählt – analog zu einem Kurs auf der Erde – von Nord über Ost und von 0° bis 360°:
- Nord ist 0°
- Ost ist 90°
- Süd ist 180°
- West ist 270°.

Da man dabei jedoch "von innen" an den Himmel blickt, werden die Himmelsrichtungen – anders als bei der Kurszählung auf der Erde – gegen den Uhrzeigersinn durchlaufen:
- Nord ist "oben" bzw. "hinten"
- Ost ist "links"
- Süd ist "unten" bzw. "vorn"
- West ist "rechts".

## Berechnung
Haben die Objekte 1 und 2 die äquatorialen Koordinaten α1, δ1 bzw. α2, δ2, so kann der Positionswinkel von Objekt 1 bezüglich Objekt 2 berechnet werden durch
{\displaystyle P=\arctan \left({\frac {\sin(\alpha _{1}-\alpha _{2})}{\cos(\delta _{2})\tan(\delta _{1})-\sin(\delta _{2})\cos(\alpha _{1}-\alpha _{2})}}\right)}
Falls der Nenner des Bruchs negativ ist, müssen zum Ergebnis 180° addiert werden, um den Winkel in den korrekten Bereich zwischen 90° und 270° zu bringen.
Bei Bedarf können stets ganzzahlige Vielfache von 360° addiert oder subtrahiert werden, um das Resultat in einen gewünschten Bereich zu bringen. Falls insbesondere der Arkustangens einen negativen Winkel liefert, kann durch Addition von 360° ein gleichbedeutender positiver Winkel erzielt werden.

## Anwendungen

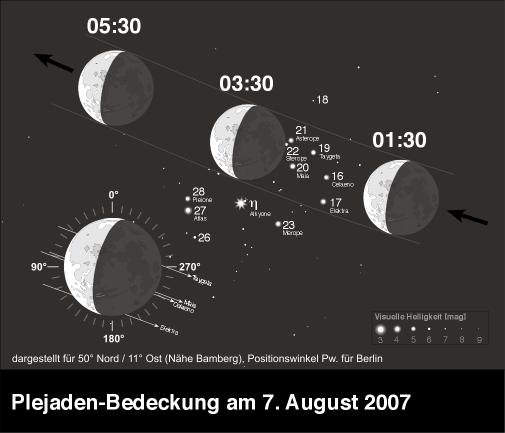
Sternbedeckung der Plejaden durch den Mond mit Angabe der jeweiligen Positionswinkel von Ein- und Austritt

Der Positionswinkel dient zur Beschreibung der relativen Lage zweier Objekte oder von Bewegungsrichtungen am Sternenhimmel und wird vor allem für folgende Angaben verwendet:
- gegenseitige Lage von Himmelskörpern, z. B. von Doppelsternen oder benachbarten Galaxien
- Bewegungsrichtung von Kometen, Asteroiden und Meteoren
- Richtung der Eigenbewegungen von Fixsternen.
- Ortsangaben bei engen Konjunktionen (scheinbaren Begegnungen) von Gestirnen
- Orientierung von Bahnachsen, etwa bei Doppelsternen und Exoplaneten
- Orientierung der Rotationsachsen von Planeten.

## Beispiele
- Die beiden hinteren Kastensterne des Großen Wagens weisen zum Polarstern. Der obere Kastenstern, Dubhe, hat die Koordinaten α1 = 165,93° und δ1 = 61,75°. Der untere Kastenstern, Merak, hat die Koordinaten α2 = 165,46° und δ2 = 56,38°. Der Positionswinkel von Dubhe bezüglich Merak beträgt daher 2,4°; die Verbindungslinie zeigt wie erwartet fast genau nach Norden und weicht nur geringfügig nach Osten ab. Umgekehrt steht Merak bezüglich Dubhe auf einem Positionswinkel von 182,8°. Man beachte, dass die beiden Positionswinkel sich nicht genau um 180° unterscheiden.
- Alle Fixsterne bewegen sich im Zuge der täglichen scheinbaren Umdrehung der Himmelskugel genau in Richtung eines Positionswinkels von 270°, d. h. nach Westen.
- Der Stern Algieba ist ein Doppelstern. Der Begleiter steht gegenwärtig in einem Abstand von 4,4" vom Hauptstern und auf einem Positionswinkel von 125 Grad.

## Herleitung

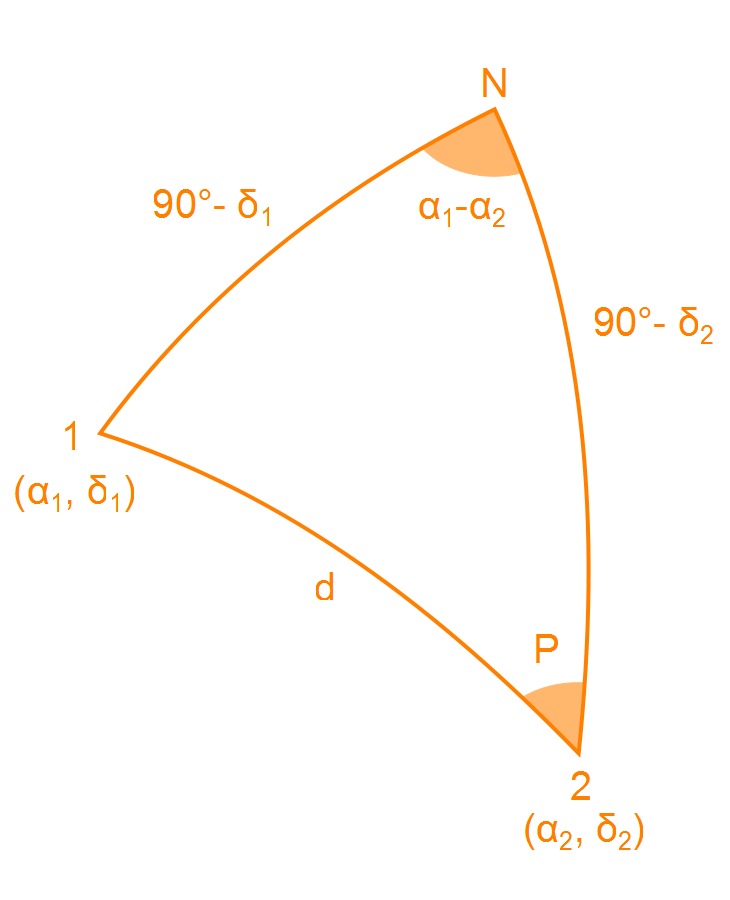
Das sphärische Dreieck zur Herleitung der Formel für die Berechnung des Positionswinkels

Zur Herleitung der Berechnungsformel betrachte man das sphärische Dreieck, dessen Ecken von Objekt 1 (mit den Koordinaten α1, δ1), Objekt 2 (mit den Koordinaten α2, δ2) und dem Himmelsnordpol N gebildet werden. Der am Objekt 2 anliegende Innenwinkel P ist der gesuchte Positionswinkel (siehe Abbildung).
Der Sinussatz der sphärischen Trigonometrie liefert die Beziehung
{\displaystyle {\frac {\sin(P)}{\sin(90^{\circ }-\delta _{1})}}={\frac {\sin(\alpha _{1}-\alpha _{2})}{\sin(d)}}},
also
{\displaystyle {\begin{aligned}\sin(d)\sin(P)&=\sin(\alpha _{1}-\alpha _{2})\sin(90^{\circ }-\delta _{1})\\&=\sin(\alpha _{1}-\alpha _{2})\cos(\delta _{1})\end{aligned}}}
Diese Formel könnte bereits nach dem gesuchten P aufgelöst werden. Durch die Kenntnis von sin(P) ist P jedoch noch nicht eindeutig bestimmt. P kann allen vier Quadranten des Vollkreises entstammen und es gibt im Vollkreis in der Regel zwei Winkel aus verschiedenen Quadranten, welche denselben Sinuswert haben, so dass die Bestimmung des Winkels aus dem bekannten Sinuswert nicht eindeutig ist. Die üblichen Implementierungen des Arkussinus liefern einen Winkel im Bereich −90° … +90°, so dass möglicherweise noch eine nachträgliche Korrektur in einen anderen Quadranten erforderlich wird.
Anstelle umständlicher geometrischer Überlegungen nutzt man in solchen Fällen meist den Umstand, dass ein Winkel sich eindeutig bestimmen lässt, wenn sein Sinus- und Kosinuswert bekannt sind. An deren Vorzeichenkombination lässt sich eindeutig der korrekte Quadrant erkennen.
Der Sinus-Kosinus-Satz liefert die Beziehung
{\displaystyle {\begin{aligned}\sin(d)\cos(P)&=\cos(90^{\circ }-\delta _{1})\sin(90^{\circ }-\delta 2)-\sin(90^{\circ }-\delta _{1})\cos(90^{\circ }-\delta _{2})\cos(\alpha _{1}-\alpha _{2})\\&=\sin(\delta _{1})\cos(\delta _{2})-\cos(\delta _{1})\sin(\delta _{2})\cos(\alpha _{1}-\alpha _{2})\end{aligned}}}
Division der beiden Gleichungen liefert
{\displaystyle {\begin{aligned}\tan(P)={\frac {\sin(d)\sin(P)}{\sin(d)\cos(P)}}&={\frac {\sin(\alpha _{1}-\alpha _{2})\cos(\delta _{1})}{\sin(\delta _{1})\cos(\delta _{2})-\cos(\delta _{1})\sin(\delta _{2})\cos(\alpha _{1}-\alpha _{2})}}\\&={\frac {\sin(\alpha _{1}-\alpha _{2})}{\cos(\delta _{2})\tan(\delta _{1})-\sin(\delta _{2})\cos(\alpha _{1}-\alpha _{2})}}\end{aligned}}}
Durch getrennte Betrachtung der Vorzeichen von Nenner und Zähler lässt sich der korrekte Quadrant ermitteln. Manche Programmiersprachen besitzen eine Variante der Arkustangensfunktion, welche dies automatisch erledigt (oft mit arctan2 oder atan2 bezeichnet). Steht nur die übliche Arkustangensfunktion zur Verfügung, so berücksichtigt diese das Vorzeichen des Gesamtbruches. Der Benutzer muss dann noch 180° als Quadrantenkorrektur addieren, falls der Nenner der Bruchs negativ ist.
Der Faktor {\displaystyle \cos(\delta _{1})} durfte im Bruch gekürzt werden, weil die Deklination δ1 aus dem Bereich −90° … +90° stammt und ihr Kosinus daher nicht negativ werden kann, das Kürzen also die Quadrantenbestimmung nicht beeinträchtigt.
Um sich zu überzeugen, dass die Berechnungsformel auch gültig bleibt, wenn der Winkel P im sphärischen Dreieck größer als 180° wird, betrachte man das komplementäre Dreieck, das den Winkel 360°-P enthält. Die dadurch auftretenden negativen Vorzeichen heben sich bei der Formelherleitung weg und die resultierende Formel ist mit der eingangs gegebenen identisch.

## Vertikal-Positionswinkel
Soll der Positionswinkel nicht bezüglich der Richtung zum Himmelsnordpol ermittelt werden, sondern bezüglich der Richtung zum Zenit, so ist vom Winkel P der für Objekt 2 berechnete parallaktische Winkel q zu subtrahieren.
Beispiel:

Am 7. August 2011 kulminierte für München der zunehmende Halbmond (α2 = 239,1°, δ2 = −23,2°) um 20:06 Uhr MESZ in einer Höhe von 18,8°, während die Sonne (α1 = 137,4°, δ1 = +16,4°) im Nordnordwesten mit 4,8° Höhe kurz vor dem Untergang stand. Der Positionswinkel der Sonne bezüglich des Mondes betrug P = arctan(−5,137) = 281,0°. Da der Mond kulminierte, war q = 0, und die Richtung zur Sonne schloss nicht nur mit der Nordrichtung, sondern auch mit der Vertikalen den Winkel 281,0° ein. Obwohl die Sonne niedriger stand als der Mond, verließ die Verbindungslinie Mond–Sonne die Mondscheibe also nicht nach rechts unten (die Waagerechte entspräche 270°), sondern um 11° ansteigend nach rechts oben, und der Terminator des Monds war entsprechend um 11° nach links gekippt, obwohl man erwarten möchte, dass er nach rechts zur untergehenden Sonne gekippt sein müsste.